# Alfred von Brühl

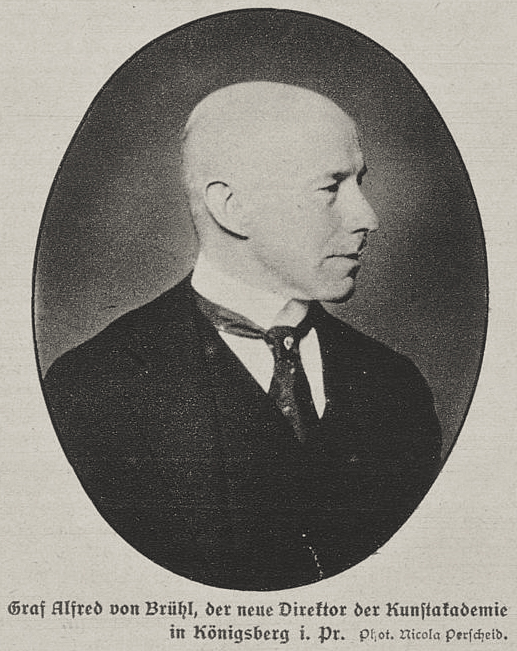
Graf Alfred von Brühl, der neue Direktor der Kunstakademie in Königsberg i. Pr., Foto Nicola Perscheid, 1916

Maria Alfred Nikolaus Benno Markus Hubertus Graf von Brühl (* 25. April 1862 auf Schloss Pförten in Pförten, Kreis Sorau, Provinz Brandenburg; † 28. Februar 1922 in Weizenrodau bei Schweidnitz, Niederschlesien) war ein deutscher Jagdmaler der Düsseldorfer Schule. Von 1916 bis 1919 war er Direktor der Kunstakademie Königsberg.

## Leben
Von Brühl, Spross des Adelsgeschlechts Brühl, fünfter Sohn des preußischen Standesherrn Friedrich Stephan von Brühl und dessen Gemahlin Paula, geborene Gräfin von Spee (1826–1889), der Tochter des Düsseldorfer Landrats Franz von Spee, studierte Malerei in Düsseldorf. Dort war er Privatschüler des Jagdmalers Christian Kröner und des Historienmalers Albert Baur d. Ä. Danach wechselte er zum Tiermaler Hermann Baisch nach Karlsruhe. In Düsseldorf war von Brühl Mitglied des Künstlervereins Malkasten und des 1898 gegründeten Vereins zur Veranstaltung von Kunstausstellungen. Von Brühl beteiligte sich regelmäßig an Ausstellungen in Düsseldorf, außerdem stellte er in Berlin und München aus. Am 12. September 1908 heiratete er in Prag Theresia von Lobkowitz (1876–1958), die in Düsseldorf die Kinder Georg-Alfred (* 1910), Maria Anna (* 1912) und Ferdinand (* 1913) sowie in Wolfegg die Tochter Maria Paula (* 1915) gebar.
Am 1. Oktober 1916 wurde von Brühl nach dem Ausscheiden von Ludwig Dettmann zum Direktor der Kunstakademie Königsberg berufen. Nach der Novemberrevolution 1918 kehrten Schüler der Kunstakademie aus dem Militärdienst zurück. Unter ihrem Druck beschloss eine „Vollversammlung“ der Lehrer und Schüler am 20. Januar 1919 die Neukonstituierung der Akademie. Von Brühl erklärte daraufhin seinen Rücktritt. Nachdem er seit dem 13. Mai 1919 zur Wiederherstellung seiner Gesundheit beurlaubt worden war, wurde der Rücktritt am 1. Juli 1920 genehmigt. Mit seiner Frau zog sich von Brühl nach Schlesien zurück.

## Werke (Auswahl)
- Jäger im Anschlag, 1883

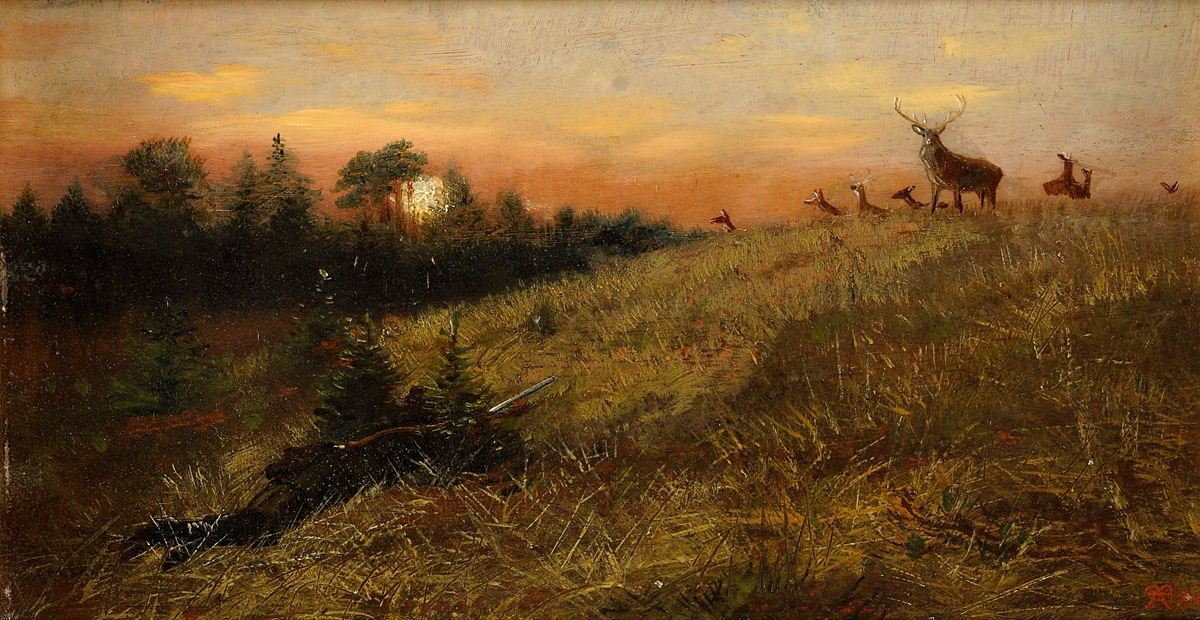
Jäger im Anschlag, 1883

- Brunfthirsche und Hirschkühe im Gehölz, 1898
- An der Suhle, 1902
- Rotwild in der Dämmerung, 1903
- Kapitaler Hirsch auf Waldlichtung
- Herbstmorgen in der Niederlausitz
- Attacke des I. Garde-Dragoner-Regiments bei Mars La Tour
- Rotwild auf der Anhöhe
- Wildschweine im Schnee